# Adam Rybarski
Adam Władysław Rybarski (ur. 28 lutego 1930 w Żywcu, zm. 18 lipca 2001) – polski matematyk. Absolwent Uniwersytetu Wrocławskiego. W 1959 otrzymał tytuł docenta. Od 1967 profesor w Katedrze Matematyki Politechniki Wrocławskiej. Został odznaczony Krzyżem Kawalerskim Orderu Odrodzenia Polski w 1979 roku. Zmarł po ciężkiej chorobie, zaledwie w pół roku po przejściu na emeryturę. Został pochowany w rodzinnym grobowcu na cmentarzu w Żywcu.